# Camerata Fiorentina
A Camerata Fiorentina foi uma academia informal de aristocratas humanistas que se reunia em Florença, em Itália, sob a liderança de Giovanni de' Bardi, Conde de Vernio. A Camerata Fiorentina, onde se discutia literatura, ciências, artes e onde se executava música, teve o apogeu da sua influência cultural e científica entre os anos de 1577 e 1582.
Os intelectuais da Camerata criticavam o uso excessivo da polifonia (então bastante popular), à custa da inteligibilidade do texto cantado, e, para se contrapor a essa tendência,  procuraram transpor elementos da cultura grega para a música - utilizando-se sobretudo da tragédia e da retórica, que, segundo eles, representavam  ou  transmitiam melhor os estados de alma e as paixões, através das inflexões da voz. O seu ponto de partida foi a monodia, canção italiana para voz solista, com acompanhamento harmónico, geralmente cravo ou alaúde, que deveria ser cantada no ritmo da fala, de modo que o sentido do texto deveria condicionar, as opções de composição.
Foi emcomo consequência dessa busca dos ideais clássicos que surgiu a ópera, tendo a primeira obra dramática inteiramente musicada, Dafne (com música de Jacopo Peri e libreto de Ottavio Rinuccini), sido executada pela primeira vez em 1597.